# 火德星君

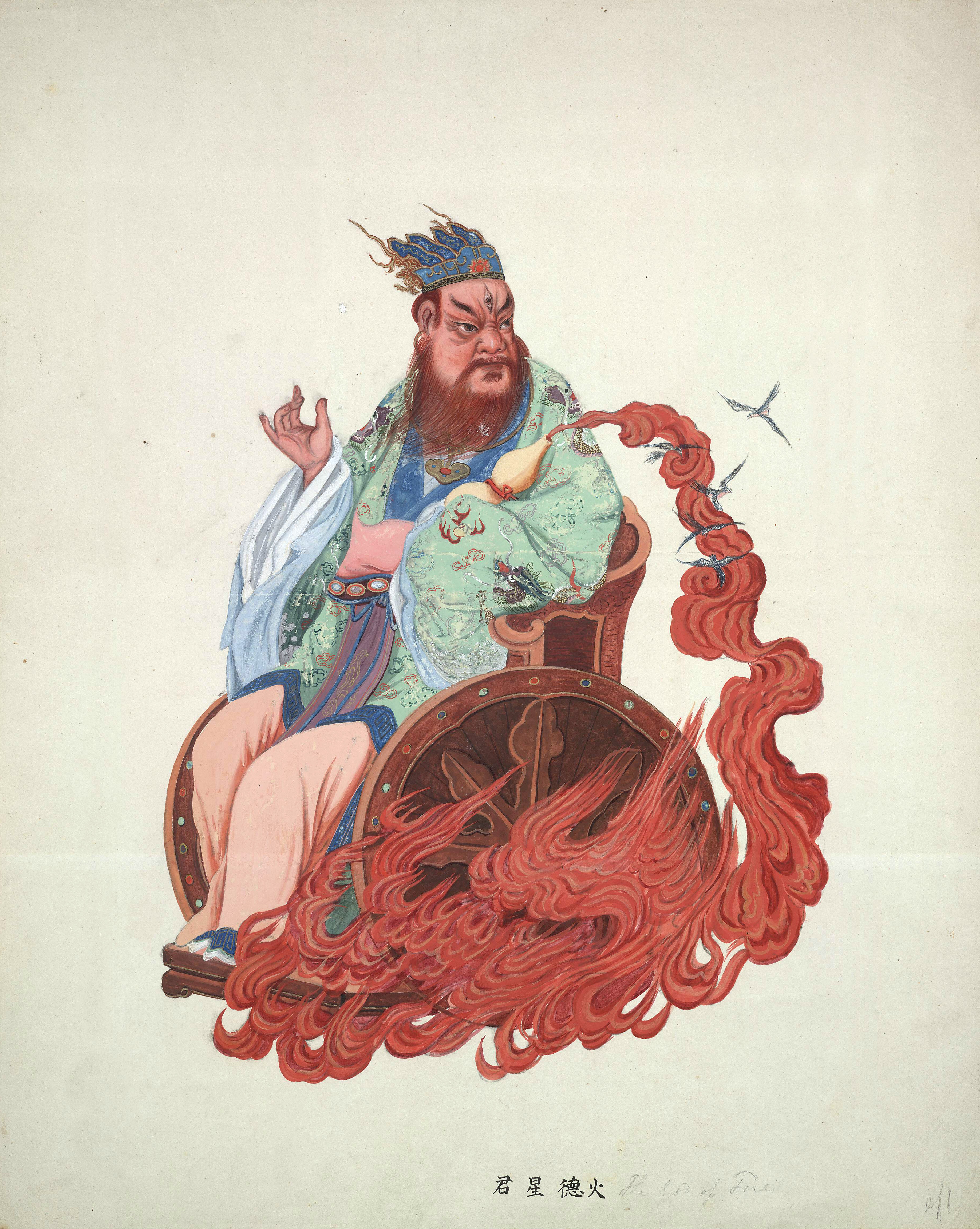
大英博物館藏火德星君畫像，約繪製於西元1801-1850年間

火德星君，又稱火德真君，五德星君之一，全称“南方火德荧惑执法星君”，是道教信奉的火神，也是熒惑星（火星）之星君，掌管天下一切火之事物，誕辰為六月廿三日。

## 身分
古人以為南方之神主火，故曰火德星君，其身分有炎帝、祝融、回祿等說法。《左傳》：「炎帝氏以火紀，故為火師而火名。」《史記》：「火神為祝融，顓頊之子，名黎。」《國語》：「火神為回祿。」
古載，“熒惑星者，火也，火之精得木星之炁。”姓煥（皓）空，名維淳，字散融，夫人名公元凝（瓶），字玄羅，居洞陽宮或治明離宮。“南方火德熒惑星君，火之精，赤帝之子，執法之星。星君戴星冠，踢朱履，衣朱霞鶴壽之衣，執玉簡，垂七星金劍白玉環佩。管人間火焰，眾蟲，鳳凰雞雉，烏鵲，百芬群飛鳥雀之類，火德昭彰，巡行天下。”“南方熒惑星主禮，生丙丁，化煙火，司夏令，宰匾毛羽翼千種卵生之禽，凡二歲緯一周天。”

## 信仰

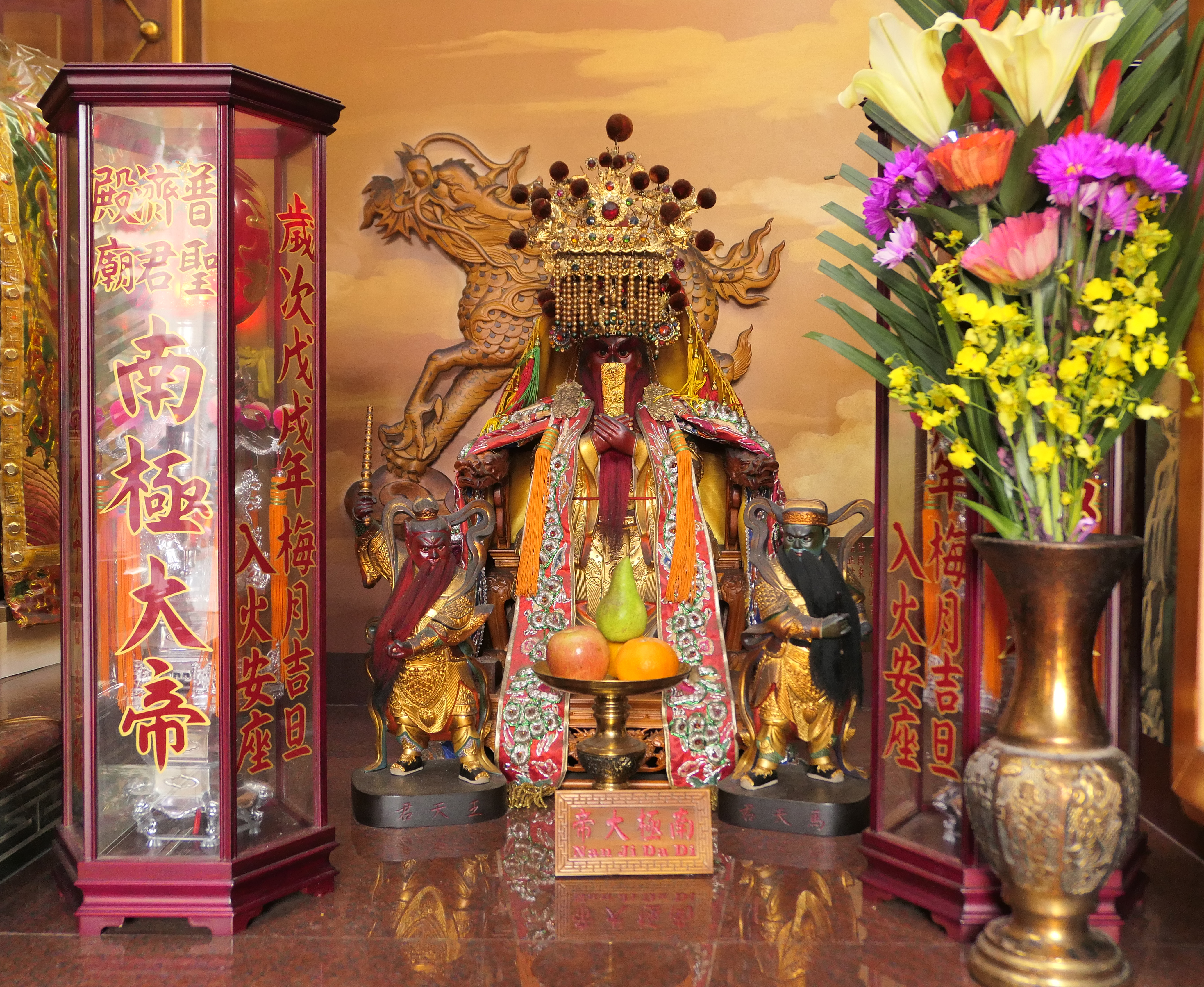
臺南聖君廟南極大帝

華人世界常奉祀火德星君以祈求避免火災，消防人員也往往奉祀火德星君或水德星君作為守護神。
部分廟宇稱其為火官大帝，臺灣苗栗縣造橋鄉大坪火官廟主祀之。亦有部分廟宇將其與三官大帝合為四官奉祀，如臺北市松山慈祐宮、中國湖北漢口舊有四官殿（又稱火神廟，祭祀天地水火四官，清康熙年間焚毀，但當地人士仍稱其地為「四官殿」，在今日漢口沿江大道四宮殿碼頭至民權路附近）。
主祀廟宇，在中國北京市有地安門火神廟、花市火神廟，在臺灣臺北市大安區亦有火聖廟。
同祀廟宇，臺灣有台北市萬華區助順將軍廟（晉德宮）、松山慈祐宮、新北市樹林濟安宮、桃園市平鎮區三崇宮、桃園景福宮、彰化縣彰化市大西門慶豐宮、開彰祖廟、台南法華寺（敬稱為南極大帝）、八協境東嶽殿、祀典武廟六和堂、普濟殿聖君廟、佛頭港景福祠、三四境載福祠、新市永安宮、麻豆保寧宮等。另清治時代鳳山縣新城參將署旁亦曾有主祀天后、陪祀關聖帝君、火德星君、馬明尊王的四聖廟。
此外臺南市將軍區苓子寮保濟宮亦有「送火王」之習俗，其起源為清光緒十二年（1886年）保濟宮遷址改建時，由該廟主神池府王爺降旨興辦以消除村內火災。由於過去該地棉被產業興盛（有「棉被窟」之稱）、不希望發生火災，故祭典流傳至今。此祭典於每年冬至前一晚舉辦，內容包含於家戶門口貼「水符」、以「打火部」科儀驅離火鬼火獸、居民摸黑送火王回天庭以防火鬼火獸循光點回頭、送神後廟方分送「黑龜」（抹上一點黑色的紅龜粿）等。此祭典被臺南市政府列為市定民俗。

## 文學作品中的描述
《西遊記》第51回，孫悟空請火德星君前去放火，以打敗金兜山獨角兕大王，但最後失敗。

## 影视作品中的描述
2001年香港电视剧《封神榜》， 陈浩民饰演火德星君。